# Antoine Giniaux
Antoine Giniaux, né le 18 mai 1977, est un journaliste français travaillant à Radio France depuis 2003. 

## Biographie

### Formation et débuts professionnels
Antoine Victor Léon Giniaux publie ses premiers articles dans Le Figaro en 2001, axés sur les nouvelles technologies, avant de travailler comme pigiste pour Libération.fr. 
En 2002, il part étudier au Centre Universitaire d'Enseignement du Journalisme, à Strasbourg, et devient chroniqueur musique de concerts de rock et de jazz pour Les Dernières Nouvelles d'Alsace. En parallèle, il commence à travailler comme journaliste sportif pour France Bleu Alsace.
Il est également titulaire d’une maîtrise d'Histoire contemporaine.

### Radio France
Antoine Giniaux rejoint Radio France en 2003. Entre 2004 et 2008, il est présentateur[précision nécessaire], reporter, et journaliste sportif pour France Inter, France Info, et plusieurs stations régionales de France Bleu, ainsi que pour BFM et RMC.
En 2008, il rejoint la rédaction du Mouv' comme présentateur de la Matinale du Mouv, puis reporter. Il a quitté cette chaîne depuis.
Depuis septembre 2011, Antoine Giniaux fait partie du service Reportages de France Inter.
Il est correspondant permanent à Londres et couvre l'actualité du Royaume-Uni pour Radio France de 2016 à 2020.
Il a couvert beaucoup de conflits récents et actuels, au Mali, en Centrafrique, en Égypte, en Tunisie, lors d'évènements passés à Gaza, puis au Burundi et en Ukraine.

### Vie privée
Il a épousé Marion Françoise Martine L'Hour,, journaliste et autrice née le 29 juillet 1981, elle-même correspondante locale résidant à Londres pour couvrir l'actualité britannique entre 2017 et 2020, le 1er avril 2017 à Orcemont, dans les Yvelines, et fait un mariage catholique,.